# لاري بورتر (موسيقي)
لاري بورتر (بالإنجليزية: Larry Porter)‏ هو موسيقي وعازف بيانو أمريكي، ولد في 1 سبتمبر 1951 في كليفلاند في الولايات المتحدة.

## وصلات خارجية
- لاري بورتر على موقع ميوزك برينز (الإنجليزية)
- لاري بورتر على موقع أول ميوزيك (الإنجليزية)
- لاري بورتر على موقع ديسكوغز (الإنجليزية)